# فرانك جي. فارينغتون
فرانك جي. فارينغتون (بالإنجليزية: Frank G. Farrington)‏ هو محامي أمريكي، ولد في 11 سبتمبر 1872، وتوفي في 3 سبتمبر 1933.